# Бенгалска котка (домашна)
Вижте пояснителната страница за други значения на Бенгалска котка.
Бенгалската котка е порода домашна котка, хибрид между домашните представители на вида котка (Felis silvestris catus) и дивата бенгалска котка. Първата успешна кръстоска е извършена в САЩ през 1963 г.

## Външен вид
Породата е наследила 45% от гените на дивите си предци, което личи в окраската и структурата на тялото. На външен вид напомня малък леопард. Силно изразена грациозност и изящност на движенията. Средни до големи размери. Атлетично, издължено тяло. Козината е къса и копринено мека, петниста или мраморна. Дълга, дебела опашка, стесняваща се към края.

## Характер
Характерна особеност за тази порода е, че обичат водата, което е нетипично за котките. Силно се привързват към стопанина си и се стремят да участват активно в живота му и по всякакъв начин да му помагат. Игриви и енергични. Силно изявени лидерски качества. Тежко понасят затворени пространства, нуждаят се от повече движение. Тъй като имат склонност към дивия живот, в първите дни след като се вземе котка от тази порода трябва да бъдете внимателни и да я приучавате да свикне да я галите, скоро след това при нежен и внимателен подход тя свиква с вас и ви е много предана. Много любопитна и интелигентна.